# Альберто Хосе Алонсо
Альбе́рто Хосе́ Ало́нсо (ісп. Alberto José Alonso) — аргентинський дипломат. Надзвичайний і Повноважний Посол Аргентини в Києві у 2016—2018 роках.

## Біографія
Закінчив університет Буенос-Айрес, бізнес адміністрування, а потім навчався в Національному університеті Афін, магістр державного управління.
У 2012—2013 — Тимчасовий повірений у справах Аргентини в Баку (Азербайджан).
У 2013—2016 — директор Дирекції Східної Європи Міністерства закордонних справ Аргентини.
З 9 травня 2016 — Надзвичайний і Повноважний Посол Аргентини в Києві (Україна).
8 червня 2016 — вручив копії вірчих грамот Заступнику міністра–керівнику апарату Вадиму Пристайку.
14 червня 2016 — вручив вірчі грамоти Президенту України Петру Порошенку.